# Fruto (canción)
«Fruto» es una canción del productor argentino Bizarrap junto a la cantante Milo J, incluida en el extended play colaborativo En dormir sin Madrid (2023). La canción fue escrita conjuntamente por ambos con apoyo de Santiago Alvarado, y también se acreditan Héctor Lavoe y Willie Colón en la composición debido a que la introducción utiliza elementos del tema «El día de mi suerte», así como a Luis Alberto Spinetta por la utilización de un sample de la canción «A estos hombres tristes» (1969) de la banda Almendra.

## Lanzamiento
Fue lanzada por Dale Play Records el 4 de octubre de 2023. Fue filmado estéticamente rodeado de objetos, vestimenta, frutos y árboles de colores verdes y amarillos. Al principio del tema hay una referencia de la canción de Willie Colón & Héctor Lavoe «El día de mi suerte» y un sample de la canción A Estos Hombres Tristes de Almendra, además de que en el videoclip utiliza una remera de Artaud disco de Luis Alberto Spinetta.

## Posicionamiento en listas

### Semanales
| País      | Lista                   | Mejor posición |
| 2023      | 2023                    | 2023           |
| --------- | ----------------------- | -------------- |
| Argentina | Argentina Hot 100       | 10             |
| Argentina | Monitor Latino Nacional | 9              |
| Argentina | Ranking Semanal CAPIF   | 7              |
| Bolivia   | Bolivia Songs           | 7              |
| Chile     | Chile Songs             | 11             |
| Ecuador   | Ecuador Songs           | 13             |
| España    | Top 100 Canciones       | 22             |
| España    | Spain Songs             | 21             |
| Mundo     | Global 200              | 106            |
| Mundo     | Global Excl. US         | 48             |
| Perú      | Peru Songs              | 7              |

### Mensuales
| País    | Lista             | Mejor posición |
| 2023    | 2023              | 2023           |
| ------- | ----------------- | -------------- |
| Uruguay | Chart Mensual CUD | 6              |

### Anual
| País      | Lista         | Mejor posición |
| 2024      | 2024          | 2024           |
| --------- | ------------- | -------------- |
| Argentina | Ranking CAPIF | 101            |

## Certificaciones
| País   | Organismo certificador | Certificación | Ventas certificadas | Ref.   |
| ------ | ---------------------- | ------------- | ------------------- | ------ |
| Chile  | IFPI Chile             | Oro           | 5 000               | [ 14 ] |
| España | PROMUSICAE             | Platino       | 60 000              | [ 15 ] |

## Premios y nominaciones
| Año  | Premiación     | Categoría            | Resultado | Ref.   |
| ---- | -------------- | -------------------- | --------- | ------ |
| 2024 | Premios Gardel | Mejor canción urbana | Ganador   | [ 16 ] |